# Saab 91 Safir
Saab 91 Safir («Сапфир») — трёх- или четырёхместный учебный самолёт, производимый в Линчёпинге, Швеция фирмой Saab AB и компанией De Schelde в Дордрехте, Голландия.

## Разработка
Самолёт был разработан Андерсом Андерссоном, который до этого работал в компании Bücker, где сконструировал деревянный самолёт Bücker Bü 181 «Bestmann». Safir унаследовал многие идеи из конструкции аппарата «Bestmann». Свой первый полёт новый самолёт совершил 20 ноября 1945 года.
Самолёт оснащён четырёхцилиндровым двигателем de Havilland Gipsy Major 2c мощностью в 125 л. с. или Gipsy Major 10 двигателем мощностью в 145 л. с. Модели 91B, B-2 и C имеют шестицилиндровый двигатель мощностью в 190 л. с.. Модель 91D оснащёна четырёхцилиндровым мотором Lycoming O-360-A1A мощностью в 180 л. с.
Safir использовался также для отработки технологий крыла реактивного самолёта Saab 29 Tunnan.

## История использования
323 самолёта были выпущены в пяти версиях (A, B, B-2, C и D). Safir применялся для обучения военных лётчиков в Швеции, Норвегии, Финляндии, Австрии, Тунисе и Эфиопии.

## Спецификации (91A)
Источник Safir in the Air
Основные характеристики
- Экипаж: 1
- Пассажиры: 2 пассажира
- Длина: 7.80 m (25 ft 7 in)
- Размах крыла: 10.60 m (34 ft 9 in)
- Высота: 2.20 m (7 ft 3 in)
- Площадь крыла: 13.6 m² (146 sq ft)
- Максимальная взлётная масса: 1,000 kg (2,200 lb)
- Двигательная установка: 1× de Havilland Gipsy Major X четырёхцилиндровый рядный двигатель, 145 hp (108 kW)

 Лётные характеристики 
- Максимальная скорость: 264 km/h (143 knots, 164 mph)
- Крейсерская скорость: 235 km/h (127 knots, 146 mph) (econ cruise)
- Скорость сваливания: 85 km/h (46 knots, 53 mph)
- Практическая дальность: 942 km (509 nmi, 585 mi)
- Практический потолок: 4,600 m (15,100 ft)
- Скороподъёмность: 5.3 m/s (1,050 ft/min)